# Formule chimique
Cet article court présente un sujet plus développé dans : Représentation des molécules.

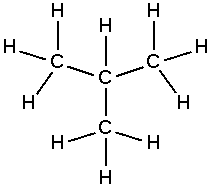
Formule développée plane de l'isobutane.

La formule chimique d'un composé chimique, d'une espèce chimique ou d'un minéral est une expression indiquant quels éléments, et dans quelles proportions, constituent ce composé, cette entité ou ce minéral (par exemple la formule brute de l'eau est H2O). Les formules chimiques obéissent à une certaine standardisation, afin de faciliter leur indexation et d'éviter les ambiguïtés.

## Description
En fonction des informations supplémentaires que la formule peut apporter, on distingue :
- les formules brutes empiriques, simples juxtapositions des symboles des éléments constitutifs, avec pour chacun un nombre en indice, proportionnel à la fraction molaire de l'élément dans la composition globale (l'indice est omis s'il est égal à 1). Dans une formule empirique les symboles des éléments sont cités par ordre alphabétique, à l'exception des composés contenant du carbone, auquel cas on cite d'abord les symboles C (carbone) puis H (hydrogène), les autres symboles apparaissant ensuite par ordre alphabétique ;
- les formules moléculaires, qui donnent la composition de la molécule, par exemple C2H4 pour l'éthylène et Hg2Cl2 pour le calomel (formules brutes : CH2 et HgCl) ;
- les formules structurales, qui apportent une information plus ou moins complète sur la façon dont les atomes sont reliés entre eux et disposés dans l'espace ;
- les formules structurales des composés d'addition représentant des composés ou des minéraux résultant de l'association d'un composé chimique et d'un adduit (eau H2O, peroxyde d'hydrogène H2O2, méthane CH4, ammoniac NH3, etc.)[a].